# 2-メチルテトラヒドロフラン
2-メチルテトラヒドロフラン（英: 2-Methyltetrahydrofuran、2-MeTHF）は化学式CH3C4H7Oで表される有機化合物である。可燃性の強い流動性液体である。主にテトラヒドロフラン(THF)の代替溶媒として用いられており、低温反応、溶解度の違いを利用した分離精製の簡易化などの面でTHFより良好な性能を示す。消防法に定める第4類危険物 第1石油類に該当する。

## 構造と物性
2-メチルテトラヒドロフランは水に対して特異的な溶解性を示す。すなわち温度が上がるにつれ溶解度が下がるという、珍しい性質を有している。有機金属反応の系中では、THFのようにルイス塩基として振る舞う
。

## 合成
普通はフルフラールの触媒的水素化により合成される。フルフラールは酸触媒を用いることで多糖類から合成可能である。すなわち2-MeTHFはセルロースやヘミセルロース、リグニンといったバイオマス原料から合成可能であり、それらはトウモロコシの芯やさとうきびのカスに代表される農業廃棄物から回収可能であるなど、環境に優しいプロセスで合成可能な化合物である。
2-MeTHFは以下のプロセスで製造されている。
{\displaystyle {\ce {OC4H3CHO + 4H2 -> OC4H7CH3 + H2O}}}
他の合成法として、レブリン酸の環化脱水反応により中間体としてγ-バレロラクトンを得るというものが知られている。
このラクトンを水素化して1,4-ペンタンジオールを得た後、脱水することで2-MeTHFを合成できる。
(S)-(+)-2-MeTHFの不斉合成は、羊毛―ロジウム錯体を不斉触媒とする2-メチルフランの水素化により達成できる。

## 応用
2-MeTHFは、主にTHFを代替する高沸点溶媒として用いられる。またリチウムイオン二次電池の電解液成分や代替燃料としても用いられる。低温反応の溶媒としても重要である。2-MeTHFは結晶ではなくガラス状態を取るため、しばしば-196°Cにおける分光学的研究で溶媒として用いられる。
他に知られている応用としては、グリニャール反応における溶媒が挙げられる。これは酸素原子がグリニャール試薬中のマグネシウムイオンに配位することが可能であり、また共沸により系中を乾燥できるためである。2-MeTHFに水を加え分液すると、きれいに相分離する。THFの代替溶媒としては一般的であるが、コスト高になる。

## 関連文献
- Zheng, Hong-Yan; Zhu, Yu-Lei; Teng, Bo-Tao; Bai, Zong-Qing; Zhang, Cheng-Hua; Xiang, Hong-Wei; Li, Yong-Wang (2006). “Towards understanding the reaction pathway in vapor phasehydrogenation of furfural to 2-methylfuran”. Journal of Molecular Catalysis A, Chemical 246:  18. doi:10.1016/j.molcata.2005.10.003.